# Ор, Амир
Амир Ор (ивр. אמיר אור род. 01.07.1956, Тель-Авив) — израильский поэт, эссеист.

## Биография
Работал пастухом, строителем, ресторатором. Изучал философию и религиоведение в Еврейском университете в Иерусалиме. Преподает литературное мастерство.
Амир Ор является инициатором и организатором Helicon Society for the Advancement of Poetry in Israel. С 1990 года это сообщество издает поэтический журнал, книги, проводит поэтические фестивали и тренинги.
Амир Ор является представителем Израиля в проекте ООН «Поэты за мир».
Автор 12 книг стихов. Произведения Ора переведены на 45 языков.

## Книги
- HaMamlakha (Царство), Ha-kibbutz Ha-meuchad, 2015
- Knafayim (Крылья), Ha-kibbutz Ha-meuchad, 2015
- Shalal (Добыча. Избранные стихи 1977—2003 гг), Ha-kibbutz Ha-meuchad, 2013
- Masa HaMeshuga (Пророчество Безумца), Keshev, 2012
- HaHaya SheBalev (Зверь в сердце). Keshev, 2010
- Muzeion Hazman (Музей времени). Ha-kibbutz Ha-meuchad, 2007
- Shir Tahira (Песня Тахиры). Xargol, 2001.
- Yom (День). Ha-kibbutz Ha-meuchad & Tag, 1998.
- Shir (Стихи). Ha-kibbutz Ha-meuchad, 1996.
- Kakha (Так!). Ha-kibbutz Ha-meuchad, 1995.
- Pidyon ha-met. (Возвращение мертвых), Helicon-Bitan, 1994.
- Panim (Лица). Am Oved, 1991.
- Ani mabbit me-‛eyney ha-qofim (Я смотрю глазами обезьяны). Eqed, 1987.

## Переводы на русский язык
- Амир Ор. Пиво / Перевод с иврита Шломо Крола Архивная копия от 17 октября 2017 на Wayback Machine
- Амир Ор. Компьютерная графика / Перевод с иврита Гали-Даны Зингер Архивная копия от 18 октября 2020 на Wayback Machine

## Признание и награды
- the Levi Eshkol Prime Minister’s Literary Prize;
- the Harry Harshon prize;
- the Bernstein Prize (original Hebrew-language poetry category);
- a Fulbright Award for writers;
- the Oeneumi literary prize of the Tetovo Poetry Festival 2010;
- the Wine Poetry prize 2013 of the Struga Poetry Evenings;
- the Stefan Mirtov Ljubiša international literary award 2014;
- the European Atlas of Lyrics award 2016;
- the BlueMet World Through Poetry award 2017;